# Suđenje generalu Vešoviću (2001.)
Suđenje generalu Vešoviću je crnogorski TV film.

## Opis filma
Trajanje: 82 minuta
U glavnim ulogama su:
- Žarko Radić
- Mladen Nelević
- Goran Sultanović

## Radnja filma
Radnja prati suđenje crnogorskom generalu Radomiru Vešoviću.

## Vanjske poveznice
- Crnogorski TV film SUĐENJE GENERALU VEŠOVIĆU  Arhivirana inačica izvorne stranice od 6. ožujka 2021. (Wayback Machine)